# ギー (ヌヴェール伯)
ギー（フランス語：Guy, ? - 1175年10月19日）は、12世紀のフランス貴族。
ヌヴェール伯、オセール伯およびトネール伯（在位：1168年 - 1175年）を務めた。

## 生涯
ギーはヌヴェール伯ギヨーム3世とイダ・フォン・シュポンハイムの間に生まれた。聖地に向かう前にブルゴーニュ公ユーグ2世の孫娘モンパンシェ女領主マティルド（モンパンシエ領主レーモン・ド・ブルゴーニュの娘）と結婚した。
1168年に兄ギヨーム4世が死去し、伯位を継承した。ギーは1175年に死去し、息子ギヨーム5世が伯位を継承したが、若年のためその母マティルドが摂政となった。

## 子女
ギーとマティルドとの間には3子が生まれた。
- ギヨーム5世（1181年没） - ヌヴェール伯[1]
- アニェス（1170年 - 1192/3年） - ヌヴェール女伯[1]
- イド[3]